# Europees-mediterrane kampioenschappen boogschieten 1992 (outdoor)
De Europees-mediterrane kampioenschappen boogschieten 1992 waren door de European & Mediterranean Archery Union (EMAU) georganiseerde kampioenschappen voor boogschutters. De 12e editie van de Europees-mediterrane kampioenschappen outdoor vonden plaats in de Maltezer hoofdstad Valletta van 22 tot 27 juni 1992.

## Resultaten
| M/V                   | Onderdeel                                              | Goud                                                | Zilver                                                     | Brons |
| Mannen                |                                                        |                                                     |                                                            |       |
| Recurve - individueel | Sébastien Flute                                        | Stanislav Zabrodsky                                 | Jari Lipponen                                              |       |
| Recurve - team        | GOS Vladimir Jesjejev Dmitri Sizov Stanislav Zabrodsky | FRA Bruno Felipe Sébastien Flute Michaël Taupin     | DEN Ole Gammelgaard Nielsen Jan Rytter Henrik Kromann Toft |       |
| Vrouwen               |                                                        |                                                     |                                                            |       |
| Recurve - individueel | Khatuna Lorig                                          | Alison Williamson                                   | Joanna Nowicka                                             |       |
| Recurve - team        | GOS Ludmilla Arzhannikova Khatuna Lorig ?              | SWE Lise-Lotte Djerf Kristina Persson Jenny Sjöwall | HUN Tímea Kiss Judit Kovács Marina Szendey                 |       |

## Medaillespiegel
| Plaats | Land                | Goud | Zilver | Brons | Totaal |
| 1      | GOS                 | 3    | 1      | 0     | 4      |
| 2      | Frankrijk           | 1    | 1      | 0     | 2      |
| 3      | Verenigd Koninkrijk | 0    | 1      | 0     | 1      |
| 3      | Zweden              | 0    | 1      | 0     | 1      |
| 5      | Denemarken          | 0    | 0      | 1     | 1      |
| 5      | Finland             | 0    | 0      | 1     | 1      |
| 5      | Hongarije           | 0    | 0      | 1     | 1      |
| 5      | Polen               | 0    | 0      | 1     | 1      |
| Totaal | Totaal              | 4    | 4      | 4     | 12     |